# Grupo de Forcados Amadores de Vila Franca de Xira
O Grupo de Forcados Amadores de Vila Franca de Xira é um grupo de forcados fundado em 1932, tendo sido seu Cabo fundador Joaquim Franco. Em antiguidade, é o quinto grupo de forcados mais antigo de Portugal. 
O grupo de teve a sua primeira atuação em público no dia 8 de outubro de 1932. Foram então elementos fundadores: Joaquim Franco (Cabo), Horácio Cunha, Luís Ferreira, Júlio Santos, Fortunato Simões, Vasco Rocha, José Plácido, Acácio Estêvão e Daniel Serafim.

## Cabos
1. Joaquim Franco (1932–1937)
2. José Lourenço (1949–1952)
3. Joaquim Vieira (1953)
4. António Porto (1954–1955 e 1957–1958)
5. Carlos C. Silva (1956)
6. Vasco Nuno Morais (1959–1962)
7. Vítor S. Santos (1963)
8. José Carradinha (1964–1965)
9. Jesus Lourenço (1966)
10. Miguel Palha (1967–1970)
11. Vítor M. Santos (1971–1972)
12. José Carlos de Matos (1973–1982)
13. João Dotti (1983–1991)
14. Jorge Faria (1992–1998)
15. Diogo Palha (1999–2001)
16. Vasco Dotti (2002–2009)
17. Ricardo Castelo (2010–2018)
18. Vasco Pereira (2018–presente)